# آندری پیاتنیتسکی
آندری پیاتنیتسکی (روسی: Андре́й Влади́мирович Пя́тницкий؛ زادهٔ ۲۷ سپتامبر ۱۹۶۷) بازیکن سابق و مربی فوتبال اهل روسیه است.
از باشگاه‌هایی که در آن بازی کرده‌است می‌توان به باشگاه فوتبال پاختاکور تاشکند، باشگاه فوتبال سوکول ساراتوف، باشگاه فوتبال زسکا مسکو، و باشگاه فوتبال اسپارتاک مسکو اشاره کرد.
وی همچنین در تیم‌های ملی فوتبال شوروی، کشورهای مشترک‌المنافع، ازبکستان، و روسیه بازی کرده‌است.